# Альфред Кунке
Альфред Кунке (нім. Alfred Kunke; 30 грудня 1884, Альтендаль — 26 травня 1943, Магдебург) — німецький військовий ветеринар, доктор ветеринарії, генерал-майор ветеринарної служби вермахту.

## Нагороди
- Залізний хрест 2-го класу
- Почесний хрест ветерана війни з мечами
- Медаль «За вислугу років у Вермахті» 4-го, 3-го, 2-го і 1-го класу (25 років; 2 жовтня 1936) — отримав 4 нагороди одночасно.
- Хрест Воєнних заслуг 2-го і 1-го класу з мечами